# 푸른테곤봉멍게
푸른테곤봉멍게는 무관해초목 곤봉멍게과의 한 품종이다. 수심 10m 전후의 암반 조하대에서 서식한다.